# Concurso Nacional de Buenas Prácticas Docentes
El Concurso Nacional de Buenas Prácticas Docentes es un concurso anual y nacional que se inició en 2013 que premia la innovación educativa en la educación básica en el Perú. Es organizado por el Ministerio de Educación del Perú (MINEDU).
Según las bases publicadas por MINEDU, el concurso tiene como objetivo identificar, visibilizar, reconocer y difundir la innovación de las buenas prácticas pedagógicas desarrolladas por docentes y directivos de instituciones educativas públicas y privadas orientadas a la mejora de aprendizajes de calidad en el alumnado de educación básica regular y alternativa de todo el país, dentro del marco del Currículo nacional de la educación básica (CNEB). En 2021, debido a la pandemia de COVID-19, se puso énfasis en la educación a distancia y el retorno gradual a la presencialidad en las aulas.

## Requisitos
Los requisitos para participar son:
- Ser docente contratado o nombrado de instituciones educativas públicas y privadas de Educación Básica Regular (EBR), Educación Básica Alternativa (EBA) y Educación. Básica Especial (EBE).
- Ser directivos (directores y subdirectores) de instituciones educativas públicas y privadas de EBR, EBA u EBE.
- Tener, como mínimo, un año de implementación de una buena práctica docente o gestión escolar en la institución educativa.
- Presentar las evidencias documentales de las mejoras de los aprendizajes del alumnado.

## Categorías
Las categorías y subcategorías que los concursantes pueden optar son:
| Buenas Prácticas Docentes                                 | Buenas Prácticas Docentes |
| Categorías                                                | Subcategorías |
| --------------------------------------------------------- | --- |
| Buenas prácticas docentes en EBR: nivel inicial           | - Nivel inicial - Ciclo I - Nivel inicial - Ciclo II - Nivel inicial - Inclusión de estudiantes que presentan alguna condición de discapacidad - Nivel inicial - Educación Intercultural Bilingüe - Nivel inicial - II. EE. de zonas frontera, VRAEM o rural 1 y 2 |
| Buenas prácticas docentes en EBR: nivel primaria          | - Nivel primaria - Ciclo III - Nivel primaria - Ciclo IV - Nivel primaria - Ciclo V - Nivel primaria - Tutoría: desarrollo de competencias socioemocionales - Nivel primaria - Inclusión de estudiantes que presentan alguna condición de discapacidad - Nivel primaria - Educación Intercultural Bilingüe - Nivel primaria - Unidocentes y multigrado del nivel primaria en el ámbito rural - Nivel primaria - II. EE. de zonas frontera, VRAEM o rural 1                                                                        |
| Buenas prácticas docentes en EBR: nivel secundaria        | - Nivel secundaria - Ciclo VI - Nivel secundaria - Ciclo VII - Nivel secundaria - Tutoría: desarrollo de competencias socioemocionales - Nivel secundaria - Inclusión de estudiantes que presentan alguna condición de discapacidad - Nivel secundaria - Educación Intercultural Bilingüe - Nivel secundaria - II. EE. de zonas frontera, VRAEM o rural 1 y 2 - Nivel secundaria - II. EE. con atención diversificada para el ámbito rural: con residencia estudiantil, en alternancia, tutorial o monolingüe castellano hablante |
| Buenas prácticas docentes en Educación Básica Alternativa | - EBA - Ciclo inicial, intermedio o avanzado. - EBA - Inclusión de estudiantes que presentan alguna condición de discapacidad - EBA - II. EE. de zonas frontera, VRAEM o rural 1 y 2 |
| Buenas prácticas docentes en Educación Básica Especial    | - PRITE - Ciclo I - EBE - Ciclo II - EBE - Ciclo III - EBE - Ciclo IV - EBE - Ciclo V |

| Buenas Prácticas de Gestión Escolar                              | Buenas Prácticas de Gestión Escolar |
| Categorías                                                       | Subcategorías |
| ---------------------------------------------------------------- | --- |
| Buenas prácticas de Gestión Escolar CENTRADA EN LOS APRENDIZAJES | - Gestión escolar para el desarrollo de la profesionalidad docente en EBR y EBA - Gestión escolar para la promoción de la participación de la comunidad educativa en EBR y EBA - Gestión escolar para el desarrollo de la profesionalidad docente en II. EE. de zonas frontera, VRAEM o rural 1 y 2 - Gestión escolar para la promoción de la participación de la comunidad educativa en II. EE. de zonas frontera, VRAEM o rural 1 y 2 - Gestión escolar para el desarrollo de la profesionalidad docente en EBE - Gestión de la convivencia escolar y promoción de la participación de la comunidad educativa en EBE |

## Premios
Se proclaman ganadores a los tres primeros puestos de cada subcategoría, quienes reciben una resolución ministerial de felicitación, un diploma y un distintivo de reconocimiento.
En 2020 fueron premiados 357 inscritos de un total de 3866 proyectos. Además de los premios básicos, el MINEDU entregó 130 becas de estudio para el fortalecimiento de las competencias en creatividad, educación virtual e inteligencia emocional en la Escuela de Educación Superior Toulouse Lautrec y el Instituto Tecsup.